# Heinz Alfred Gemeinhardt
Heinz Alfred Gemeinhardt (* 1. August 1946 in Stuttgart) ist ein deutscher Historiker und Archivar. Von 1987 bis 2012 war er Stadtarchivar von Reutlingen.

## Leben und Wirken
Heinz Alfred Gemeinhardt studierte von 1968 bis 1973 Geschichte und Germanistik an der Eberhard Karls Universität Tübingen. 1973 legte er dort das Staatsexamen für den höheren Schuldienst ab. Seine Promotion bei Eberhard Naujoks erfolgte 1979. Seine Arbeit im Archivdienst begann im gleichen Jahr, zunächst arbeitete er im Universitätsarchiv Tübingen als wissenschaftlicher Angestellter. 1980 begann er als Archivreferendar die Ausbildung für den höheren Archivdienst am Hauptstaatsarchiv Stuttgart. Die Fachprüfung hierfür legte er 1982 an der Archivschule Marburg ab. Bis 1987 arbeitete er als zweiter wissenschaftlicher Archivar am Universitätsarchiv Tübingen. Als Stadtarchivar wechselte er dann 1987 an das Archiv der früheren freien Reichsstadt Reutlingen und leitete dieses Amt bis zum Eintritt in den Ruhestand 2012.
Zu seinen Tätigkeiten gehörte neben der Vorbereitung von Ausstellungen und die Redaktion der Ausstellungskataloge die langjährige Redaktion der „Reutlinger Geschichtsblätter“ sowie die Geschäftsführung des Reutlinger Geschichtsvereins.

## Veröffentlichungen
- Deutsche und österreichische Pressepolitik während der Bosnischen Krise 1908/09 (= Historische Studien. Bd. 437). Matthiesen, Husum 1980, ISBN 3-7868-1437-6 (= Dissertation Universität Tübingen).
- Universitätsamtmann – Universitätsrat – Universitätskanzler. Die Stelle des leitenden Verwaltungsbeamten an der Universität Tübingen 1831–1983. In: Attempto, H. 69 (1983), S. 33–44.
- (Bearb.): Thematisches Repertorium: Die Akten der freiwilligen Gerichtsbarkeit an der Universität Tübingen 1520–1800 (= Werkschriften des Universitätsarchivs Tübingen, Reihe 2. Bd. 14). Universitätsarchiv Tübingen 1988.
- Das Listarchiv. Die schriftliche Hinterlassenschaft Friedrich Lists im Reutlinger Stadtarchiv (= Archiv und Stadtgeschichte. H. 1). Stadtarchiv Reutlingen 1989.
- (Bearb.): Friedrich List und seine Zeit. Nationalökonom, Eisenbahnpionier, Politiker, Publizist, 1789–1846. Katalog und Ausstellung zum 200. Geburtstag. Stadtarchiv Reutlingen u. a. 1989, ISBN 3-927228-19-2.
- (Bearb.): Stadt, Bild, Geschichte. Reutlingen in Ansichten aus 5 Jahrhunderten. Katalog und Ausstellung zum Stadtjubiläum „900 Jahre Reutlingen“. Heimatmuseum u. Stadtarchiv Reutlingen 1990, ISBN 3-927228-28-1.
- Reutlingen. Ein Streifzug durch die Stadtgeschichte. Stadtarchiv Reutlingen 1990 (5. erg. Aufl. 2005), ISBN 3-933820-08-1.
- (Hrsg.): Degerschlacht. Vom Bauerndorf zum Reutlinger Stadtbezirk. Stadtverwaltung Reutlingen 1992, ISBN 3-927228-44-3.
- (Bearb.): Reutlingen 1930–1950. Nationalsozialismus und Nachkriegszeit. Katalog und Ausstellung zum 50. Jahrestag des Kriegsendes. Schul-, Kultur- und Sportamt Reutlingen 1995, ISBN 3-927228-61-3.
- (Red.): Feuer aus! Die Geschichte der Feuerwehr Reutlingen. Das Buch zum 150jährigen Bestehen. Oertel und Spörer, Reutlingen 1997, ISBN 3-88627-191-9.
- (Red.): „Ein Mann der Tat“ – Oskar Kalbfell zum Hundertsten. Zur Erinnerung an den Reutlinger Oberbürgermeister der Jahre 1945 bis 1973. Stadtarchiv Reutlingen 1997, ISBN 3-927228-78-8.
- (Red.): Freiheit oder Tod. Die Reutlinger Pfingstversammlung und die Revolution von 1848/49. Haus der Geschichte Baden-Württemberg, Stuttgart 1998.
- (Hrsg., mit Sönke Lorenz): Liutold von Achalm (-1098). Graf und Klostergründer. Reutlinger Symposium zum 900. Todesjahr. Stadtverwaltung Reutlingen 2000, ISBN 3-933820-21-9.
- (Red.): Adieu Tristesse. Reutlingen in den 50er Jahren. Eine Fotodokumentation des Stadtarchivs Reutlingen. Stadtarchiv Reutlingen 2000, ISBN 3-933820-22-7 (4. Aufl. 2003).
- (Hrsg.): Betzingen im Foto. 100 Jahre Reutlingen-Betzingen 1907–2007. Stadt Reutlingen 2007, ISBN 978-3-933820-86-0.
- (Red.): Frühe Fotografie in Reutlingen. Porträts, Stadtbilder und Ateliers bis 1918. Stadt Reutlingen 2008, ISBN 978-3-939775-01-0.
- (Hrsg.): Auspacken. Dinge und Geschichten von Zuwanderern. Eine Dokumentation zur Reutlinger Migrationsgeschichte. Stadtverwaltung Reutlingen 2010, ISBN 978-3-939775-20-1.
- (Hrsg.): „Die Welt bewegt sich“. Quellen und Beiträge zur frühen regionalen Eisenbahngeschichte. Kohlhammer, Stuttgart 2011, ISBN 978-3-17-022032-4.

Außerdem mehrere Aufsätze in den „Reutlinger Geschichtsblättern“.
Festschrift
- Wilhelm Borth (Hrsg.): Beiträge zur Geschichte Reutlingens und der Region. Festschrift für Heinz Alfred Gemeinhardt. Reutlinger Geschichtsverein, Reutlingen 2012, ISBN 978-3-939775-32-4.